# Ronde van Frankrijk 2004/Elfde etappe
De elfde etappe van de Ronde van Frankrijk 2004 werd verreden op 15 juli 2004 tussen Saint-Flour en Figeac.

## Verloop
Moncoutié profiteert slim van besluiteloosheid bij zijn twee Spaanse medevluchters. Hoewel het peloton een behoorlijk hoog tempo aanhoudt blijven de drie vluchters toch uit hun greep. De zwakkere renners hebben het zeer zwaar.
Proloog ·
1e etappe ·
2e etappe ·
3e etappe ·
4e etappe ·
5e etappe ·
6e etappe ·
7e etappe ·
8e etappe ·
9e etappe ·
10e etappe ·
11e etappe ·
12e etappe ·
13e etappe ·
14e etappe ·
15e etappe ·
16e etappe ·
17e etappe ·
18e etappe ·
19e etappe ·
20e etappe
Startlijst · Eindstanden · Afbeeldingen